# Вятка (Новосибірська область)
Вятка (рос. Вятка) — присілок у Киштовському районі Новосибірської області Російської Федерації.
Входить до складу муніципального утворення Киштовська сільрада. Населення становить 86 осіб (2010).

## Історія
Згідно із законом від 2 червня 2004 року органом місцевого самоврядування є Киштовська сільрада.

## Населення
| 2002 | 2007 | 2010 |
| ---- | ---- | ---- |
| 113  | ↘106 | ↘86  |